# 黃念祖
黃念祖（1913年4月12日—1992年3月27日），佛教居士，天津大學、北京郵電學院教授。

## 生平
黃念祖居士，法名蓮華龍尊，又字樂生、心示，別號老念、不退翁。於民國二年農曆癸丑年三月初六日（1913年4月12日）出生。其母是著名佛教居士梅光羲的胞妹，篤信佛教。早年父親逝世，由母親撫養成人。幼年在母親及舅舅影響下，常聽經聞法，參謁耆宿大德。
民國二十年（1931年），黃念祖考入北京大學工學院。在校期間成績優異，長於排球、滑冰等运动，課餘研讀佛經。在第三年暑假某夜讀《金剛經》，至「應無所住而生其心」句，受啟發，以為凡夫心欲達此境，唯有念佛或持咒。民國二十四年（1935年），自北京大學畢業，服務於開灤煤礦。並於此間，與蕭農華女士（蕭方駿居士之女，亦信佛教）結婚。
未幾七七事變，抗戰開始，黃念祖攜妻轉赴後方工作，僑寓重慶。此期間，他曾皈依禪宗大德虛雲老和尚，又皈依西藏紅教諾那上師的嫡傳弟子——蓮花正覺王家齊上師、白教大德貢噶呼圖克圖學習密宗。於1959年受王上師所傳蓮華精舍金剛阿闍黎位。
1945年，抗戰勝利。翌年，黃念祖由後方回到北京，任北京廣播電台台長。是時，佛教大德夏蓮居老居士在北京宣揚淨土法門。黃念祖以舅父梅光羲居士函介，成為夏老入室弟子，自此隨侍老居士二十年。夏老有感於《無量壽經》譯本五種相差甚大，而之前會集本，有率自增文之弊﹔乃閉關三年重予會集，題名為《佛說大乘無量壽莊嚴清淨平等覺經》（以下稱《大經》）。黃念祖聞夏老講解此經，詳作筆記，六十年代初撰寫《大經玄義提綱》一冊，呈大師鑒核認可。夏老囑托弘揚大經，命可隨意發揮講解。
1953年（四十歲時），於天津大學（前身為北洋大學）任教授。同時修法讀經。忽一日觸機成偈。呈夏大師鑒覽，肯定真開悟，稱其為「唯一心許弟子」。呈王上師評鑒，亦確定為開悟無疑。
文化大革命動亂中，黃念祖屢遭絕境，均以安定持誦而安然渡過（又有一次遭遇龍卷風，所在室內物品被一掃而光，而黃念祖卻依然肅立自若）。正如夏大師懸記：「唯艱難困苦備嘗之矣，方可成就。」
黃念祖為弘揚淨土，自1979年經二年，閉門謝客，注解《大經》。於1981年完成初稿﹔1982年成第二稿﹔又不顧疾病纏身，终在1984年完成第三稿。於1987年，《佛說大乘無量壽莊嚴清淨平等覺經解》（以下稱《大經解》）流通於海內外。同年，黃念祖至美國華府，並將《大經解》贈與淨空法師。同時，在中國佛學院、居士林及廣化寺多次弘法或開設淨宗講座，其著作除《大經解》外，尚有《淨土資糧》、《谷響集》、《華嚴念佛三昧論講記》、《心聲錄》等。尚未完成的有《佛說大乘無量壽庄嚴清淨平等覺經白話解》等。
1992年3月27日凌晨，黃念祖病逝往生。4月7日荼毗、遺骨潔白、獲五色舍利百餘粒。

## 著作
- 《佛說大乘無量壽庄嚴清淨平等覺經解》
- 《佛說大乘無量壽庄嚴清淨平等覺經白話解》（未完成）
- 《谷響集》
- 善导大师新传
- 净语序
- 《阿弥陀经》三种合印序（1980年）

## 外部連結
- 黄念祖老居士专集 （生死书网站）  （页面存档备份，存于）
- 黄念祖老居士佛学专集（中国佛教信息网）